# هاينس هير
هاينس هير (بالألمانية: Hannes Heer)‏ هو مؤرخ العصر الحديث ‏ ومؤرخ ألماني، ولد في 16 مارس 1941 في فيسن في ألمانيا.

## وصلات خارجية
- الموقع الرسمي
- هاينس هير على موقع مونزينجر (الألمانية)